# Censeau
Censeau település Franciaországban, Jura megyében. Lakosainak száma 332 fő (2022. január 1.). Censeau Courvières, Bief-du-Fourg, Cuvier, Esserval-Tartre, Mièges és Mignovillard községekkel határos.

## Népesség
A település népességének változása:
| Lakosok száma | 305  | 270  | 282  | 297  | 302  | 299  | 301  | 319  | 335  | 332  |
|               | 1968 | 1982 | 1990 | 2006 | 2013 | 2015 | 2017 | 2019 | 2020 | 2022 |